# Tomils
Tomils (en romanche Tumegl) era una comuna suiza del cantón de los Grisones en la región de Viamala. Había sido el resultado de la fusión el 1 de enero de 2009 de las comunas de Feldis/Veulden, Scheid, Trans y Tumegl/Tomils. Más adelante, el 1 de enero de 2015 se fusionó con las antiguas comunas de Almens, Paspels, Pratval y Rodels para conformar la nueva comuna de Domleschg.